# Arkas Spor Kulübü 2023-2024 (pallavolo maschile)
Questa voce raccoglie le informazioni riguardanti l'Arkas Spor Kulübü nelle competizioni ufficiali della stagione 2023-2024.

## Stagione
L'Arkas Spor Kulübü non utilizza alcuna denominazione sponsorizzata nella stagione 2023-24.
Si classifica al sesto posto al termine della regular season di Efeler Ligi, partecipando ai play-off per il quinto posto, dove vince le semifinali con il Bursa BB, ma perde la finale con lo Spor Toto, ottenendo un sesto posto finale. Raggiunge inoltre la finale di Coppa di Turchia, dove viene sconfitto dall'Halkbank.
In ambito europeo si disimpegna in Coppa CEV, dove si spinge fino alle semifinali, eliminato dai tedeschi del Lüneburg.

## Organigramma societario
Area direttiva
- Presidente: Lucien Arkas

Area tecnica
- Allenatore: Glenn Hoag
- Allenatore in seconda: João Paulo Bravo
- Assistente allenatore: Atilla Öztire
- Scoutman: Sedat Şanlı

## Rosa
| N° | Nome             | Ruolo | Data di nascita   | Nazionalità sportiva |
| -- | ---------------- | ----- | ----------------- | -------------------- |
| 1  | Ulaş Kıyak       | P     | 11 agosto 1981    | Turchia              |
| 4  | Nicholas Hoag    | S     | 19 agosto 1992    | Canada               |
| 5  | Efe Mandıracı    | S     | 1º aprile 2002    | Turchia              |
| 6  | Ertuğrul Metin   | S     | 1º gennaio 1996   | Turchia              |
| 7  | Mirza Lagumdžija | S     | 18 maggio 2001    | Turchia              |
| 8  | Burutay Subaşı   | S     | 15 luglio 1990    | Turchia              |
| 9  | György Grozer    | O     | 27 novembre 1984  | Germania             |
| 10 | Onurcan Çakır    | L     | 27 settembre 1995 | Turchia              |
| 11 | Halit Kurtuluş   | C     | 26 giugno 2002    | Turchia              |
| 14 | Gökçen Yüksel    | S     | 17 luglio 2004    | Turchia              |
| 15 | Emir Öztürk      | C     | 20 dicembre 2000  | Turchia              |
| 17 | Jordan Canham    | O     | 4 luglio 2000     | Canada               |
| 18 | Ahmet Karataş    | L     | 31 marzo 1991     | Turchia              |
| 19 | Nikolaj Kărtev   | C     | 20 settembre 1995 | Bulgaria             |
| 20 | Emre Çevik       | C     | 13 giugno 2000    | Turchia              |
| 21 | Halil Yücel      | S     | 24 novembre 1989  | Turchia              |
| 88 | Ulaş Topbaşlı    | P     | 5 maggio 2001     | Turchia              |

## Statistiche

### Statistiche di squadra
| Competizione     | Punti | In casa | In casa | In casa | In trasferta | In trasferta | In trasferta | Totale | Totale | Totale |
| Competizione     | Punti | G       | V       | P       | G            | V            | P            | G      | V      | P      |
| ---------------- | ----- | ------- | ------- | ------- | ------------ | ------------ | ------------ | ------ | ------ | ------ |
| Efeler Ligi      | 45    | 15      | 9       | 6       | 15           | 8            | 7            | 30     | 17     | 13     |
| Coppa di Turchia | -     | 1       | 1       | 0       | 0            | 0            | 0            | 3      | 2      | 1      |
| Coppa CEV        | -     | 6       | 6       | 0       | 6            | 4            | 2            | 12     | 10     | 2      |
| Totale           | -     | 22      | 16      | 6       | 21           | 12           | 9            | 45     | 29     | 16     |

G = partite giocate; V = partite vinte; P = partite perse

### Statistiche dei giocatori
| Giocatore     | Campionato | Campionato | Campionato | Campionato | Campionato | Coppa di Turchia | Coppa di Turchia | Coppa di Turchia | Coppa di Turchia | Coppa di Turchia | Coppa CEV | Coppa CEV | Coppa CEV | Coppa CEV | Coppa CEV | Totale | Totale | Totale | Totale | Totale |
| Giocatore     | P          | PT         | AV         | MV         | BV         | P                | PT               | AV               | MV               | BV               | P         | PT        | AV        | MV        | BV        | P      | PT     | AV     | MV     | BV     |
| ------------- | ---------- | ---------- | ---------- | ---------- | ---------- | ---------------- | ---------------- | ---------------- | ---------------- | ---------------- | --------- | --------- | --------- | --------- | --------- | ------ | ------ | ------ | ------ | ------ |
| O. Çakır      | 20         | 0          | 0          | 0          | 0          | 0                | 0                | 0                | 0                | 0                | 9         | 0         | 0         | 0         | 0         | 29     | 0      | 0      | 0      | 0      |
| J. Canham     | 24         | 106        | 83         | 9          | 14         | 1                | 0                | 0                | 0                | 0                | 8         | 39        | 31        | 4         | 4         | 33     | 145    | 114    | 13     | 18     |
| E. Çevik      | 4          | 7          | 4          | 3          | 0          | 0                | 0                | 0                | 0                | 0                | 5         | 4         | 2         | 2         | 0         | 9      | 11     | 6      | 5      | 0      |
| G. Grozer     | 22         | 440        | 374        | 32         | 34         | 3                | 69               | 57               | 6                | 6                | 11        | 169       | 130       | 18        | 21        | 36     | 678    | 561    | 56     | 61     |
| N. Hoag       | 24         | 231        | 195        | 11         | 25         | 2                | 2                | 0                | 0                | 2                | 8         | 75        | 62        | 0         | 13        | 34     | 308    | 257    | 11     | 40     |
| A. Karataş    | 30         | 0          | 0          | 0          | 0          | 3                | 0                | 0                | 0                | 0                | 12        | 0         | 0         | 0         | 0         | 45     | 0      | 0      | 0      | 0      |
| N. Kărtev     | 22         | 123        | 83         | 36         | 4          | 3                | 19               | 17               | 1                | 1                | 9         | 52        | 27        | 21        | 4         | 34     | 194    | 127    | 58     | 9      |
| U. Kıyak      | 27         | 53         | 13         | 29         | 11         | 3                | 5                | 1                | 3                | 1                | 11        | 17        | 9         | 7         | 1         | 41     | 75     | 23     | 39     | 13     |
| H. Kurtuluş   | 7          | 30         | 22         | 6          | 2          | -                | -                | -                | -                | -                | 2         | 10        | 3         | 2         | 5         | 9      | 40     | 25     | 8      | 7      |
| M. Lagumdžija | 3          | 44         | 36         | 7          | 1          | -                | -                | -                | -                | -                | 2         | 14        | 10        | 2         | 2         | 5      | 58     | 46     | 9      | 3      |
| E. Mandıracı  | 24         | 342        | 268        | 33         | 41         | 3                | 70               | 60               | 5                | 5                | 11        | 173       | 140       | 14        | 19        | 38     | 585    | 468    | 52     | 65     |
| E. Metin      | 28         | 216        | 113        | 79         | 24         | 3                | 25               | 18               | 6                | 1                | 11        | 69        | 43        | 23        | 3         | 42     | 310    | 174    | 108    | 28     |
| E. Öztürk     | 11         | 39         | 23         | 13         | 3          | 0                | 0                | 0                | 0                | 0                | 5         | 12        | 8         | 2         | 2         | 16     | 51     | 31     | 15     | 5      |
| B. Subaşı     | 28         | 243        | 187        | 23         | 33         | 3                | 45               | 39               | 2                | 4                | 10        | 91        | 72        | 11        | 8         | 41     | 379    | 298    | 36     | 45     |
| U. Topbaşlı   | 27         | 11         | 4          | 6          | 1          | 3                | 0                | 0                | 0                | 0                | 11        | 9         | 2         | 6         | 1         | 41     | 20     | 6      | 12     | 2      |
| H. Yücel      | 10         | 54         | 46         | 6          | 2          | 2                | 2                | 2                | 0                | 0                | 3         | 1         | 1         | 0         | 0         | 15     | 57     | 49     | 6      | 2      |
| G. Yüksel     | 3          | 9          | 8          | 0          | 1          | -                | -                | -                | -                | -                | 5         | 14        | 13        | 1         | 0         | 8      | 23     | 21     | 1      | 1      |

P = presenze; PT = punti totali; AV = attacchi vincenti; MV = muri vincenti; BV = battute vincenti